# Causse-de-la-Selle
Causse-de-la-Selle település Franciaországban, Hérault megyében. Lakosainak száma 443 fő (2022. január 1.). Causse-de-la-Selle Argelliers, Brissac, Pégairolles-de-Buèges, Puéchabon, Saint-André-de-Buèges, Saint-Guilhem-le-Désert, Saint-Jean-de-Buèges és Saint-Martin-de-Londres községekkel határos.

## Népesség
A település népességének változása:
| Lakosok száma | 169  | 171  | 194  | 318  | 356  | 371  | 392  | 402  | 416  | 443  |
|               | 1968 | 1982 | 1990 | 2006 | 2013 | 2015 | 2017 | 2019 | 2020 | 2022 |